# Mineralokortikoidni receptor
Mineralokortikoidni receptor (MR, MLR, MCR, aldosteronski receptor, nuklearni receptor putfamilije 3, grupa C, član 2, NR3C2) protein je koji je kod čoveka kodiran NR3C2 genom lociranom na hromozomu 4q31.1-31.2.
MR je receptor sa jednakim afinitetom za mineralokortikoide i glukokortikoide. On pripada familiji citosolnih receptora. Ligand se difuzijom unosi u ćelije, formira interakciju sa receptorom i to dovodi do prenosa signala što utiče na izražavanje specifičnog gena u jedru.

## Funkcija
MR je izražen u mnogim tkivima, kao što su bubrezi, creva, srce, centralni nervni sistem (hipokampus), smeđe adipozno tkivo i znojne žlezde. U epitelnim tkivima, njegova aktivacija dovodi do izražavanja proteina koji regulišu transport jona i vode (uglavnom epitelni natrijumski kanal ili ENaC, Na+/K+ pumpa, serumom i glukokortikoidom indukovana kinaza ili SGK1) te dolazi do reapsopcije natrijuma, i konsekventno povećanja ektracelularne zapremine, povećanja krvnog pritiska, i izlučivanja kalijuma radi održavanja normalne koncentracije soli u telu.
Ovaj receptor aktiviraju mineralokortikoidi, kao što je aldosteron, i deoksikortikosteron kao i glukokortikoidi, poput kortizola. U životinjama, mineralokortikoidni receptor je „zaštićen“ od glukokortikoida putem kolokalizacije enzima, kortikosteroid 11-beta-dehidrogenaza izozim 2 (aka 11-β-hidroksisteroidna dehidrogenaza 2; 11ß-HSD2), koja konvertuje kortizol do neaktivnog kortizona. On je takođe responsivan na pojedine progestine. Spironolakton i eplerenon su antagonisti mineralokortikoidnog receptora.
Aktivacija mineralokortikoidnog receptora, nakon vezivanja liganda aldosterona, dovodi do njegove translokacije u ćelijsko jedro, homodimerizacije i vezivanja za hormonske responsne elemente prisutne u promoterima pojedinih gena. Rezultat je kompleksno regrutovanje transkripcione mašinerije i transkripcije DNK sekvence aktiviranih gena u iRNK.

## Interakcije
Mineralokortikoidni receptor formira interakcije sa:
- Glukokortikoidni receptor[3] i
- .[3][4][5]

## Literatura
- Hellal-Levy C, Fagart J, Souque A, Rafestin-Oblin ME (2000). „Mechanistic aspects of mineralocorticoid receptor activation.”. Kidney Int. 57 (4): 1250—5. PMID 10760050. doi:10.1046/j.1523-1755.2000.00958.x.
- Sheppard KE (2002). „Nuclear receptors. II. Intestinal corticosteroid receptors.”. Am. J. Physiol. Gastrointest. Liver Physiol. 282 (5): G742—6. PMID 11960770. doi:10.1152/ajpgi.00531.2001.
- Kjellander CG (1975). „[The psychotherapeutic society--utopia or nightmare?]”. Lakartidningen. 72 (12): 1160—1. PMID 1134129.
- Alnemri ES, Maksymowych AB, Robertson NM, Litwack G (1991). „Overexpression and characterization of the human mineralocorticoid receptor.”. J. Biol. Chem. 266 (27): 18072—81. PMID 1655735.
- Morrison N; Harrap SB; Arriza JL;  . (1990). „Regional chromosomal assignment of the human mineralocorticoid receptor gene to 4q31.1.”. Hum. Genet. 85 (1): 130—2. PMID 2162806. doi:10.1007/BF00276340.
- Fan YS; Eddy RL; Byers MG;  . (1990). „The human mineralocorticoid receptor gene (MLR) is located on chromosome 4 at q31.2.”. Cytogenet. Cell Genet. 52 (1-2): 83—4. PMID 2558856. doi:10.1159/000132846.
- Arriza JL; Weinberger C; Cerelli G;  . (1987). „Cloning of human mineralocorticoid receptor complementary DNA: structural and functional kinship with the glucocorticoid receptor.”. Science. 237 (4812): 268—75. PMID 3037703. doi:10.1126/science.3037703.
- Bloem LJ, Guo C, Pratt JH (1996). „Identification of a splice variant of the rat and human mineralocorticoid receptor genes.”. J. Steroid Biochem. Mol. Biol. 55 (2): 159—62. PMID 7495694. doi:10.1016/0960-0760(95)00162-S.
- Jalaguier S; Mornet D; Mesnier D;  . (1996). „Human mineralocorticoid receptor interacts with actin under mineralocorticoid ligand modulation.”. FEBS Lett. 384 (2): 112—6. PMID 8612804. doi:10.1016/0014-5793(96)00295-5.
- Thénot S, Henriquet C, Rochefort H, Cavaillès V (1997). „Differential interaction of nuclear receptors with the putative human transcriptional coactivator hTIF1.”. J. Biol. Chem. 272 (18): 12062—8. PMID 9115274. doi:10.1074/jbc.272.18.12062.
- Zennaro MC, Farman N, Bonvalet JP, Lombès M (1997). „Tissue-specific expression of alpha and beta messenger ribonucleic acid isoforms of the human mineralocorticoid receptor in normal and pathological states.”. J. Clin. Endocrinol. Metab. 82 (5): 1345—52. PMID 9141514. doi:10.1210/jc.82.5.1345.
- Bruner KL; Derfoul A; Robertson NM;  . (1998). „The unliganded mineralocorticoid receptor is associated with heat shock proteins 70 and 90 and the immunophilin FKBP-52.”. Receptors & signal transduction. 7 (2): 85—98. PMID 9392437.
- Geller DS; Rodriguez-Soriano J; Vallo Boado A;  . (1998). „Mutations in the mineralocorticoid receptor gene cause autosomal dominant pseudohypoaldosteronism type I.”. Nat. Genet. 19 (3): 279—81. PMID 9662404. doi:10.1038/966.
- Lupo B, Mesnier D, Auzou G (1998). „Cysteines 849 and 942 of human mineralocorticoid receptor are crucial for steroid binding.”. Biochemistry. 37 (35): 12153—9. PMID 9724527. doi:10.1021/bi980593e.
- Halushka MK; Fan JB; Bentley K;  . (1999). „Patterns of single-nucleotide polymorphisms in candidate genes for blood-pressure homeostasis.”. Nat. Genet. 22 (3): 239—47. PMID 10391210. doi:10.1038/10297.
- Freeman BC, Felts SJ, Toft DO, Yamamoto KR (2000). „The p23 molecular chaperones act at a late step in intracellular receptor action to differentially affect ligand efficacies.”. Genes Dev. 14 (4): 422—34. PMC 316379 . PMID 10691735.
- Geller DS; Farhi A; Pinkerton N;  . (2000). „Activating mineralocorticoid receptor mutation in hypertension exacerbated by pregnancy.”. Science. 289 (5476): 119—23. PMID 10884226. doi:10.1126/science.289.5476.119.
- Hellal-Levy C; Fagart J; Souque A;  . (2001). „Crucial role of the H11-H12 loop in stabilizing the active conformation of the human mineralocorticoid receptor.”. Mol. Endocrinol. 14 (8): 1210—21. PMID 10935545. doi:10.1210/me.14.8.1210.
- Watzka M; Beyenburg S; Blümcke I;  . (2000). „Expression of mineralocorticoid and glucocorticoid receptor mRNA in the human hippocampus.”. Neurosci. Lett. 290 (2): 121—4. PMID 10936692. doi:10.1016/S0304-3940(00)01325-2.

## Spoljašnje veze
- Mineralocorticoid+Receptors на 